# David Strang
David Maxwell Strang (13 dicembre 1968) è un ex mezzofondista britannico.

## Palmarès

### Mondiali indoor
- 1 medaglia:
  - 1 argento (Toronto 1993 nei 1500 m piani)

### Europei indoor
- 1 medaglia:
  - 1 oro (Parigi 1994 nei 1500 m piani)

## Altre competizioni internazionali
1993
- 13º ai Bislett Games ( Oslo), miglio - 3'57"31

1994
- 9º ai Bislett Games ( Oslo), miglio - 3'54"30

1995
- Argento ai Bislett Games ( Oslo), 800 m piani - 1'46"02